# Gran Diccionari de la llengua catalana
|  | No s'ha de confondre amb el Diccionari General de la Llengua Catalana (DGLC) de Pompeu Fabra ni amb el Diccionari de la llengua catalana de l'IEC (DIEC). |

El Gran Diccionari de la llengua catalana (GDLC) és un repertori lexicogràfic que conté, entre d'altres, la part lexical de la Gran Enciclopèdia Catalana. La primera edició és del 1998.
Com a precedent d'un diccionari d'aquest abast, el 1932 es van iniciar converses entre Francesc de Borja Moll i Pompeu Fabra per tal de convertir el Diccionari català-valencià-balear en el gran diccionari de la llengua catalana de l'Institut d'Estudis Catalans (IEC). Tanmateix, aquest intent no va prosperar.
El projecte per a fer el GDLC va néixer l'any 1995, després de l'aparició de la tercera edició (1993) del Diccionari de la llengua catalana (monolingüe) de la mateixa editorial. El març de 1998 es va publicar el Gran Diccionari de la llengua catalana, editat per l'editorial Gran Enciclopèdia Catalana i va ser actualitzat d'acord amb les últimes modificacions ortogràfiques de l'Institut d'Estudis Catalans.
El Gran Diccionari de la llengua catalana és un repertori de lèxic general i especialitzat i conté informació lexicològica i gramatical. Distingeix sistemàticament, dins la sinonímia, les paraules considerades d'àmbit d'ús restringit (les classificades com a dialectals) dels mots d'ús general o estàndard. És una obra que va més enllà de l'estricta sanció normativitzadora de l'Institut d'Estudis Catalans i que té l'acreditació d'aquesta institució.

## Contingut
- 88.500 entrades (inclou les 67.500 entrades del diccionari de l'Institut d'Estudis Catalans)
- 22.000 subentrades (locucions, frases fetes, etc.)
- 172.000 definicions
- Inclou:
  - la història dels mots
  - llistes de vocabulari agrupat temàticament
  - quadres d'informació gramatical
  - la partició sil·làbica dels mots que ofereixen alguna dificultat
  - homòfons
  - prefixos i sufixos, diferenciats de la resta d'entrades
  - neologismes
  - els estrangerismes més freqüents amb la seva pronúncia
  - ampli repertori de terminologia
  - exemples d'ús
  - models de conjugació verbal
  - plurals irregulars.